# BRM P160

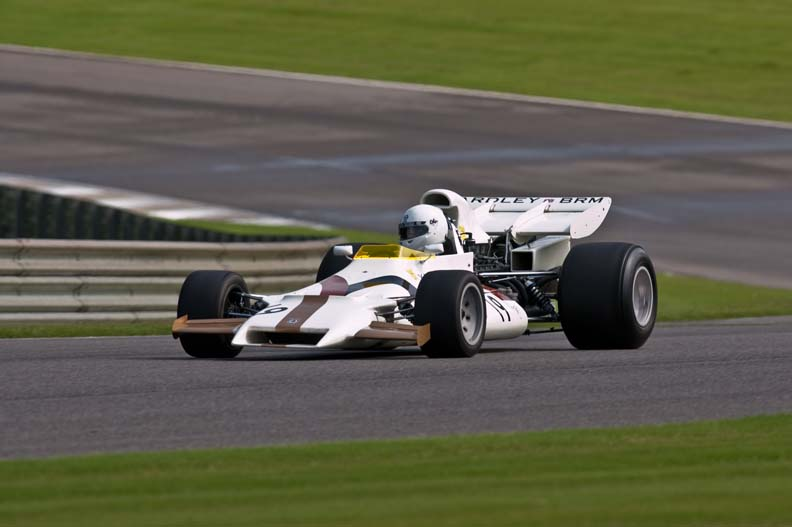
BRM P160

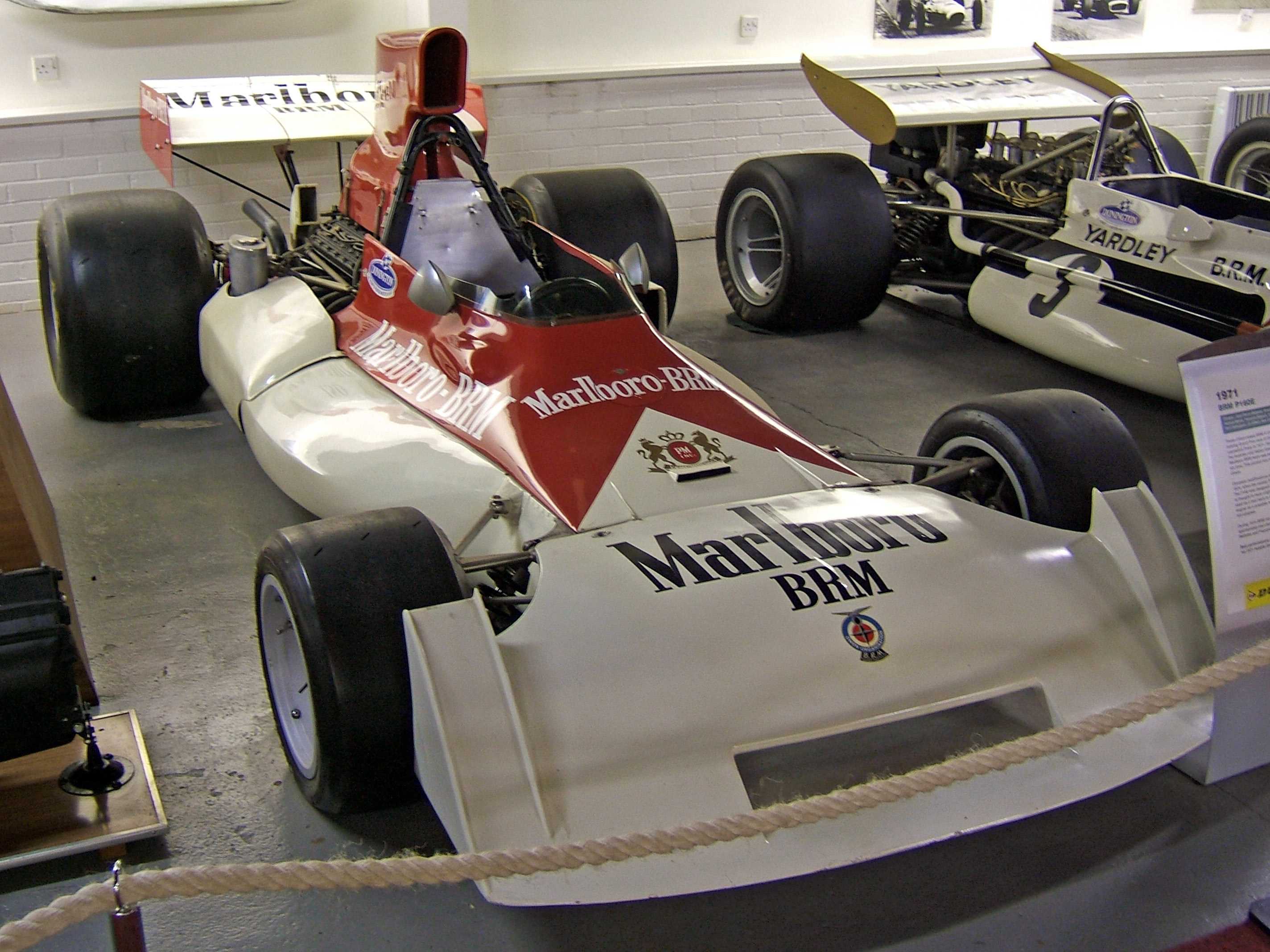
BRM P160E

Der BRM P160, auch als B.R.M. P160 bezeichnet, war ein Formel-1-Rennwagen, gebaut und eingesetzt von 1971 bis 1974 vom britischen Formel-1-Team British Racing Motors.
Der von Tony Southgate konstruierte P160 war die konsequente Weiterentwicklung des 153 mit abgerundeten Linien und einem niedrigeren Monocoque. Vorne und hinten bekam der Wagen eine verbesserte Radaufhängung, der V12-Motor blieb allerdings unverändert. Der Wagen war eines der schnellsten Fahrzeuge der Saison 1971 und brachte B.R.M. zu einem zweiten Platz in der Weltmeisterschaft der Konstrukteure. Jo Siffert gewann damit den Großen Preis von Österreich und Peter Gethin den Großen Preis von Italien in Monza. Damit konnte B.R.M. noch einmal an die alten Erfolge anschließen. Die Saison endete für B.R.M. und Jo Siffert aber tragisch. Der Schweizer verunglückte bei einem nicht zur Weltmeisterschaft zählenden Rennen in Brands Hatch tödlich (Siffert ist der einzige Rennfahrer, der in einem B.R.M. ums Leben kam).
Für die Saison 1972 gab es einige kleinere Änderungen, der Wagen hatte ein engeres Monocoque und einige Detailverbesserungen. Nunmehr als P160B eingesetzt, gewann Jean-Pierre Beltoise damit einen verregneten Großen Preis von Monaco, der letzte Grand-Prix-Sieg in der Geschichte von B.R.M.
1973 wurden die Fahrzeuge erneut adaptiert. Der P160E hatte jetzt ein verformfesteres Fahrwerk und gehörte wieder zu den schnellsten Boliden im Feld. Zu Jean-Pierre Beltoise kamen Clay Regazzoni, der von Ferrari zu B.R.M. wechselte, und der junge Österreicher Niki Lauda ins Team. Allerdings war der P160E äußerst defektanfällig, deshalb blieben trotz einiger starker Leistungen die großen Erfolge aus. Lauda führte zwar im chaotischen Großen Preis von Kanada, einen Sieg konnte aber auch er nicht erringen. Am Ende blieb Platz sechs in der Konstrukteursmeisterschaft.
Nachdem der P180 eine völlige Fehlkonstruktion wurde, bestritt das Team auch die Saison 1974 mit dem P160E. Die Wagen waren inzwischen in ihrer Basis schon vier Jahre alt und der Konkurrenz unterlegen. Erst 1975 kam mit dem 201 ein neuer B.R.M., der die letzte erfolgreiche Konstruktion des britischen Teams ablöste.